# Wescley Pina Gonçalves
Wescley Pina Gonçalves (* 15. Februar 1984 in Vila Velha), bekannt als Wescley Gonçalves, ist ein brasilianischer Fußballspieler.

## Karriere
Wescley begann seine Karriere 2003 bei CR Vasco da Gama; dort stand er für zwei Saisons, 2003 und 2004, unter Vertrag. Er nahm an mehreren Ligaspielen teil und erzielte ein Tor beim Spiel gegen Goiás EC. Für die Saison 2004/05 unterzeichnete er einen Vertrag bei Maccabi Haifa in Israel. Nach einem Jahr kehrte er nach Brasilien zurück und unterzeichnete einen Vertrag bei Corinthians São Paulo. 2006 stand er bei CF Estrela Amadora unter Vertrag. Im Jahre 2007 wechselte er zum EC Juventude, doch aufgrund seiner Leistungen wurde er in die zweite Liga zurückgestuft.  Danach kehrte er wieder nach Brasilien zurück und unterzeichnete einen Vertrag beim Verein Ceará SC. 2010 stand er für Atlético Goianiense und Náutico Capibaribe unter Vertrag, 2011 bei Grêmio Barueri und zum zweiten Mal bei Náutico Capibaribe.
2011 wurde er vom Verein AA Ponte Preta verpflichtet. Im April 2012 erlitt er einen Kreuzbandriss bei der 1:2-Niederlage gegen EC XV de Novembro. Er musste elf Monate pausieren; sein Comeback gab er im Spiel gegen den Paulista FC. 2014 unterzeichnete er einen Vertrag beim Verein Bonsucesso FC und seit 2015 steht er bei erneut beim EC XV de Novembro unter Vertrag.

## Titel und Ehrungen
- Taça Rio 2004 (CR Vasco da Gama)
- Ligat ha’Al 2004/05 (Maccabi Haifa)
- Campeonato Brasileiro de Futebol 2005 (Corinthians São Paulo)